# Croisne
La Croisne est une rivière du département de Loir-et-Cher en région Centre-Val de Loire, un affluent droit de la Sauldre, donc un sous-affluent de la Loire par le Cher.

## Géographie
De 16,4 km de longueur, la Croisne prend source sur la commune de Mur-de-Sologne, à 110 m d'altitude, et conflue en rive droite de la Sauldre sur la commune de Billy, à 77 m d'altitude.
Elle traverse Lassay-sur-Croisne et alimente les douves du château du Moulin.

## Communes traversées
Dans le seul département de Loir-et-Cher, la Croisne traverse trois communes et un seul canton :
- dans le sens amont vers aval : Mur-de-Sologne (source), Gy-en-Sologne, Billy (confluence).

Soit en termes de cantons, la Croisne prend source et conflue dans le même canton de Selles-sur-Cher, dans l'arrondissement de Romorantin-Lanthenay.

## Toponyme
La Croisne a donné son hydronyme à la commune de Lassay-sur-Croisne qu'elle ne traverse pas mais un de ces affluents droit.

## Affluent
Le SANDRE ne référence pas d'affluent